# Slag bij Spoleto
De Slag bij Spoleto vond plaats in september 253 tussen twee Romeinse legers. Het ene werd aangevoerd door keizer Trebonianus Gallus, het andere stond onder bevel van Aemilianus. De slag eindigde in een overwinning voor Aemilianus.

## Achtergrond
Omstreeks 253 vielen in het oosten de Perzen de provincie Syrië binnen en waren de Goten opnieuw de Donaugrens overgestoken. De Romeinen waren niet in staat om de invallers uit het oosten te weerstaan en Antiochië de hoofdstad van Syria viel in Perzische handen. De Goten konden wel een halt worden toegeroepen. Aemilianus, de gouverneur van Neder-Moesië bracht snel een leger op de been en versloeg de indringers. Op het slagveld richtte hij een bloedbad aan onder de Goten, hij dreef de overlevenden terug over de grens en voerde een strafexpeditie in hun thuislanden.

## De veldslag
Na deze klinkende overwinning werd Aemilianus door zijn troepen tot keizer uitgeroepen van Romeinse Rijk. Hij verzamelde zijn soldaten om zich heen en trok op naar Italië om Gallus van de troon te stoten. Gallus trof tegenmaatregelen, hij stuurde boden naar zijn legers in Gallië die aan de Rijngrens (limes) waren gelegerd om naar Italië te komen. Maar voordat hij zijn strijdmacht op orde had, was Aemilianus al gearriveerd. Bij een brug, bij Spoleto, destijds Pons Sanguinarius geheten,  ongeveer tachtig kilometer ten noorden van Rome raakten de Romeinse legers met elkaar slaags. Het leger van Gallus, dat in de minderheid was, werd al snel achteruit gedrongen. De in het nauw gedrongen soldaten van Gallus keerden zich tegen hun aanvoerder en liepen over naar de vijand. Gallus en zijn zoon werden door hun eigen troepen vermoord. Aemilianus werd als overwinnaar na de slag tot keizer uitgeroepen. 